# John B. Taylor

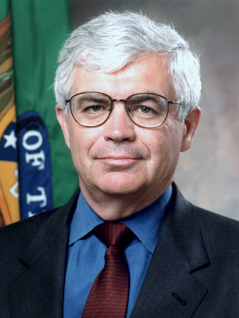
John B. Taylor

John Brian Taylor, född 8 december 1946, är en amerikansk nationalekonom.
Taylor studerade vid Princeton University där han 1968 tog en bachelorexamen (A.B.) i nationalekonomi, och därefter vid Stanford University där han 1973 tog en doktorsexamen (Ph.D.). 1973-1980 var han verksam vid Columbia University (från 1979 som professor), 1980-1984 som professor vid Princeton University, och sedan 1984 som professor vid Stanford University.
Taylors forskningsområde är makroekonomi och särskilt penningpolitik. Han är bland annat upphovsman till Taylorregeln, en regel för hur en centralbank bör sätta sin styrränta, som han publicerade 1993. Han räknas som en företrädare för nykeynesianism.
Han var medlem av Council of Economic Advisers, en grupp av tre ekonomiska rådgivare till USA:s president, dels under Gerald Fords administration och dels under George H.W. Bushs administration.
Taylor är ledamot av American Academy of Arts and Sciences sedan 1992.